# ジェイク・オブライエン (サッカー選手)
ジェイク・オブライエン（Jake O'Brien, 2001年5月15日 - ）は、アイルランド・コーク県コーク出身のサッカー選手。プレミアリーグ・エヴァートンFC所属。アイルランド代表。ポジションは、DF。

## クラブ経歴

### コーク・シティ
2018年に地元のコーク・シティFCに入団。翌2019年にトップチームに昇格し、27日のデリー・シティFC戦でプロデビュー。

### クリスタル・パレス
2021年2月3日、クリスタル・パレスFCへの買取オプション付きのローン移籍が決定。加入後U-23ユースチームに配属され、主力としてプレーし、8月16日にクリスタル・パレスへの完全移籍が決定。更に同年11月には3年間の契約延長に合意。しかし、以降はトップチーム昇格までには至らず、2022年以降はローン移籍に終始。

### オリンピック・リヨン
2023年8月16日、オリンピック・リヨンへの移籍が発表。初のトップリーグで27試合4ゴールと奮闘した。

### エヴァートン
2024年7月30日、エヴァートンFCと4年契約を結んだ。

## 代表経歴
2021年から2年間、U-21のアイルランド代表でプレー。2024年3月にフル代表初招集。同年6月のハンガリー戦で代表デビューを果たした。